# Feel It Now
«Feel It Now»es una canción del grupo pop global Now United. Se lanzó el 19 de agosto de 2020, en asociación con la marca de refrescos Pepsi, y La canción se puso a en plataformas digitales el 21 de agosto. Tiene voces de Any, Sofya, Sabina, Savannah, Heyoon, Bailey y Noah.

## Videoclip
El video musical de «Feel It Now» fue lanzado el 19 de agosto de 2020. Grabado excepcionalmente con los miembros separados debido al aislamiento social, el video musical nos presenta desde diferentes partes del mundo, con mucho baile y coreografía. El videoclip no contó con la presencia del miembro finlandés Joalin, por lo que se utilizaron imágenes del archivo; El motivo de la ausencia de Joalin fue porque estaba participando en la grabación de un reality show en Finlandia.

## Presentaciones en vivo
El 27 de septiembre, el grupo interpretó la canción en el premio brasileño Meus Prêmios Nick; La actuación fue básicamente el clip de la canción, con el agregado de nuevas imágenes que grabaron Heyoon, Savannah, Sina y Sofya durante su estadía en Dubái, pero solo la integrante brasileña Any Gabrielly cantó en el escenario de premiación, ya que las otras integrantes del grupo estaban en aislamiento social debido a COVID-19. El grupo ganó todas las categorías que competían en este premio.

## Promoción
La canción fue anunciada 3 días antes de su lanzamiento, teniendo el feed de Instagram del grupo completamente organizado solo para la promoción de la canción; Pero antes de eso, el 1 de mayo de 2020, el grupo publicó una vista previa de la canción en su perfil de Instagram. La canción también se utiliza como publicidad para la marca de refrescos Pepsi, que es la patrocinadora del video musical. Pepsi también lanzó un desafío en la aplicación de video TikTok, que ya superó los 700,000 videos hechos con #PepsiChallenge. La música también se utilizó como jingle para las audiciones del 16º integrante del grupo, que vendría del Oriente Medio o del África del Norte; El elegido para ser el miembro número 16 del grupo fue Nour Ardakani, del Líbano.

## Historial de lanzamiento
| País  | Fecha                | Formato                    | Sello    | Ref.  |
| ----- | -------------------- | -------------------------- | -------- | ----- |
| Mundo | 21 de agosto de 2020 | Descarga digital streaming | XIX AWAL | [ 5 ] |

## Créditos
- Vocalistas: Now United
- Producción musical: Emile Ghantous para FUSION Music e Keith Hetrick
- Letra: Emile Ghantous (ASCAP), Keith Hetrick (IMC), Francesca "Francci" Richard (IMC)
- Coreografía: Kyle Hanagami
- Dirección del videoclip: Alex Gudino